# East Palatka
East Palatka – jednostka osadnicza w Stanach Zjednoczonych, w stanie Floryda, w hrabstwie Putnam.